# Fritz Ullmann
Fritz Ullmann (n. 2 iulie 1875, Fürth, Germania – d. 17 martie 1939, Geneva, Geneva, Elveția) a fost un chimist german.
Este cunoscut pentru dezvoltarea unor reacții organice, precum: condensarea Ullmann și reacția Ullmann.